# Aumelas
Aumelas (in occitano Aumelaç) è un comune francese di 486 abitanti situato nel dipartimento dell'Hérault nella regione dell'Occitania.

## Società

### Evoluzione demografica
Abitanti censiti